# Pepe Carcelén
José Ródenas Carcelén, más conocido como Pepe Carcelén, (Albacete, España, 29 de abril de 1955) es exfutbolista y entrenador de fútbol español. Su último cargo fue como segundo entrenador de la Selección China, en la cual José Antonio Camacho ejercía de seleccionador nacional.

## Carrera Deportiva
Fue jugador del Albacete Balompié donde después sería entrenador y secretario técnico del club. Después de dos temporadas como ayudante de Camacho en el RCD Español, Carcelén inicia una nueva etapa en su vida profesional como primer entrenador y director técnico del RCD Español, pero no le fue muy bien el club de Barcelona y más tarde volvería a ser el compañero inseparable de José Antonio Camacho.

## Clubs
Fue primer entrenador de los siguientes clubs:
- 1988-1989 Albacete Balompié
- 1996-1997 RCD Espanyol

Fue segundo entrenador de José Antonio Camacho durante todas estas etapas, siempre le acompañó al murciano en sus clubs como técnico.
- 1994-1996 RCD Español / Espanyol
- 1998-2002 Selección Española de Fútbol
- 2002-2004 Benfica
- 2004-2005 Real Madrid CF
- 2007-2008 Benfica
- 2009-2011 Club Atlético Osasuna
- 2011-2013 Selección de China

## Palmarés
- Con la selección española disputó la Eurocopa del año 2000 y el Mundial de Corea y Japón en 2002
- Ganó una Copa de Portugal en 2004